# 法埃多
法埃多（義大利語：Faedo），是意大利特伦托自治省的一个市镇。总面积10平方公里，人口601人，人口密度60.1人/平方公里（2009年）。ISTAT代码为022080。